# Messier 24
Messier 24 ist ein sichtbarer Teil des Sagittarius-Arms der Milchstraße. Nach dem Aussehen der Sternwolke prägte Angelo Secchi (Vatikansternwarte) um 1850 den Namen Delle Caustiche. Heute wird sie meist Sagittarius-Wolke bzw. kleine Sagittarius-Wolke genannt – zur Abgrenzung von der großen Sagittarius-Wolke, einem sichtbaren Teil des Zentralbereichs der Galaxis etwas weiter südlich. Charles Messier hielt die sehr kompakt erscheinende Wolke 1764 für einen Sternhaufen und nahm sie deshalb in seinen Nebelkatalog auf.
Während die zentralen und alle fernen Teile der Milchstraße durch interstellaren Staub verdeckt und damit für das menschliche Auge nicht sichtbar sind, erlaubt hier ein tunnelartiges Fenster in der Staubverteilung den Blick auf einen Ausschnitt nahe dem galaktischen Zentrum. Normalerweise verschluckt hier der Staub 20–30 Helligkeitsstufen des Lichts. In diesem Sinne kann das Objekt Messier 24 auch als Himmelsregion mit wenig Absorption bzw. interstellarem Staub aufgefasst werden.

Sommer-Milchstraße zwischen Adler und Schütze

Das Gebiet liegt im Sternbild Schütze und hat eine scheinbare Ausdehnung von rund 2° × 1°. Die Sternwolke ist etwa 10 000 Lichtjahre entfernt. Sie enthält mehrere Offene Sternhaufen, wobei insbesondere NGC 6603 hervorsticht. Ferner heben sich unter anderem die zwei Dunkelwolken Barnard 92 und Barnard 93 vor dem Hintergrund der Sagittarius-Wolke deutlich ab.
Das Objekt wurde 1764 von Charles Messier beobachtet und unter der Nummer 24 in seinen Katalog aufgenommen. Manchmal wird Messier 24 auch mit NGC 6603 identifiziert; aufgrund seiner Beschreibung des Objekts (insbesondere seiner Abmessungen) ist es jedoch unzweifelhaft, dass Messier die Sternwolke beobachtet und beschrieben hat und nicht nur diesen Sternhaufen.
Edward Barnard konnte um 1915 fotografisch zwei Dunkelnebel nachweisen, die den nördlichen Rand der „Sichtröhre“ bilden: Barnard 92 (auch black hole genannt) und Barnard 93. Sie sind wesentlich größer als die meist etwa 25 Lichtjahre großen „Flocken“ des interstellaren Staubs.